# Lucy Kennedy
Lucie Kennedy (Brisbane, 11 luglio 1988) è un'ex ciclista su strada australiana.

## Palmarès

### Strada
- 2017 (High5 Dream Team, tre vittorie)

Campionati oceaniani, Prova a cronometro Elite
6ª tappa Tour Cycliste Féminin International de l'Ardèche (Saint-Sauveur-de-Montagut > Vernoux-en-Vivarais)
Classifica generale Tour Cycliste Féminin International de l'Ardèche
- 2019 (Mitchelton-Scott, quattro vittorie)

2ª tappa Women's Herald Sun Tour (Churchill > Churchill)
Classifica generale Women's Herald Sun Tour
Durango-Durango Emakumeen Saria
Classica di San Sebastián
- 2020 (Mitchelton-Scott, una vittoria)

Classifica generale Women's Herald Sun Tour

#### Altri successi
- 2017 (High5 Dream Team)

Classifica a punti Tour Cycliste Féminin International de l'Ardèche
- 2019 (Mitchelton-Scott)

Classifica scalatori Women's Herald Sun Tour

## Piazzamenti

### Grandi Giri
- Giro d'Italia

2018: non partita (4ª tappa)
2019: 31ª
2020: 31ª

### Competizioni mondiali
- Campionati del mondo

Innsbruck 2018 - Cronosquadre: 5ª
Innsbruck 2018 - In linea Elite: 24ª
Yorkshire 2019 - In linea Elite: 41ª
Imola 2020 - In linea Elite: 28ª